# Армитидж, Ричард (политик)
Ричард Армитидж (англ. Richard Lee Armitage; 26 апреля 1945, Бостон — 13 апреля 2025) — американский политик, бывший офицер Военно-морских сил США, участвовавший в войне во Вьетнаме в качестве советника. После войны работал в правительстве, в отделе иностранных дел. Был назначен 13-м заместителем госсекретаря в Госдепартаменте, где он проработал с 2001 по 2005 года под руководством Джорджа Буша.
Из-за утечки секретной информации он был вынужден уйти в отставку. Он признал, что обнародовал информацию о том, что Валери Плейм работала на ЦРУ. В своё оправдание, он заявил, что сделал это не преднамеренно, во время пресс-конференции. После ухода с государственной службы Ричард развивал частный бизнес.

## Молодость
Родился в Бостоне, имеет двух сыновей: Рута Армитиджа и Лео Холмса. Окончил среднюю католическую школу имени Св. Пия X в 1963 году. В 1967 году окончил Военно-морскую академию США; после выпуска получил звание прапорщика.
Ричард служил на эсминце, который дислоцировался у берегов Вьетнама во время войны. В общей сложности он участвовал в трёх боевых операциях. Армитидж имел вьетнамский псевдоним — Tran Phu, который основан на личном переводе его настоящего имени.
Некоторые его соратники, с которыми он служил, утверждали, что Армитидж каким-то образом был связан с ЦРУ, поэтому довольно часто у него просили разведывательные сводки.
В 1973 году ушёл в отставку и устроился на работу в канцелярию министра обороны США в Хошимине. Он участвовал в спасении южно-вьетнамских военно-морских сил от приближающегося нападения северных вьетнамцев.

## Государственная служба
После окончания войны во Вьетнаме Армитидж переехал в Вашингтон и стал консультантом Министерства обороны США. В 1978 году, вернувший в Соединённые Штаты, он вступил на должность помощника сенатора Боба Доула.
В конце 1980-х Ричард стал советником 40-го президента США Рональда Рейгана. 1981—1984 — заместитель помощника министра обороны по Восточной Азии и Тихому океану. Оказывал организационно-политическую поддержку антикоммунистическим повстанческим движениям, в частности, вьетнамскому Фронту Хоанг Ко Миня.
В июне 1983 года был назначен помощником министра обороны по международной безопасности; он представлял Министерство обороны в развитии военно-политических связей и инициатив по всему миру. Ричард помог наладить отношение между США, Японией и Китаем. Кроме того, он организовывал и проводил специальные контртеррористические операции и играл активную роль в безопасности на ближневосточном регионе. В знак благодарности Армитидж был награждён медалью министра обороны за выдающуюся государственную службу.
Армитидж ушёл с поста в 1989 году и стал специальным переговорщиком Президента на военной базе в Филиппинах. Он был выдвинут на должность помощника госсекретаря по Восточной Азии и Тихому океану Джорджем Бушем 27 февраля 1989. В то время Ричард находился под следствием ФБР.
В 1991 году был назначен эмиссаром короля Хусейн ибн Талал в Иордании. После этого он был отправлен в Европу в качестве посла; его задачей была помощь странам, которые только что вышли из состава СССР (гуманитарная операция Provide Hope). Он был консулом до 1993 года, после чего стал директором американской компании ChoicePoint.

### Президентство Джорджа Буша

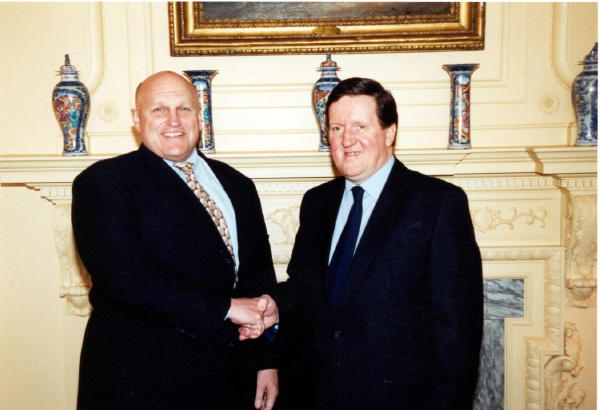
Ричард Армитидж и Генеральный секретарь НАТО Джордж Робертсон на встрече 2002 года.

В 1998 году Армитидж написал письмо Биллу Клинтону, в котором призывал президента отстранить от власти в Ираке Саддама Хусейна из-за нарушения режима о прекращении огня, который положил конец Войне в Персидском заливе. Он также отметил, что «Ирак, ободрённый нашим бездействием, может начать разрабатывать оружие массового поражения».
Во время кампании перед Президентскими выборами 2000 года Армитидж являлся советником Джорджа Буша по внешней политике в составе группы во главе которой стояла Кондолиза Райс. 23 марта 2001 года Сенат Соединённых Штатов утвердил Ричарда на должность заместителя госсекретаря; в течение трёх дней он был приведён к присяге.
По словам президента Пакистана Мушаррафа, Армитидж просил помощи в борьбе с «Аль-Каидой» и «Талибаном». Он предупредил, что если Пакистан согласится, то он будет считаться союзником США; если же откажется, то Соединённые штаты разбомбят его и Пакистан «вернётся обратно в каменный век». Сам Ричард Армитидж отрицает, что использовал подобные высказывания.
16 ноября 2004 Ричард подал в отставку, на следующий день после того, как Пауэлл объявил об уходе с поста государственного секретаря. Он покинул пост 22 февраля 2005 года; на его смену пришёл Роберт Зеллик.

### Пакистан и борьба с терроризмом
Президент Пакистана Первез Мушарраф в интервью CBS News «60 минут» 21 сентября 2006 года, утверждал, что Армитидж вызвал к себе генерала межведомственной разведки и пригрозил ему, что «разбомбит страну [Пакистан] и вернёт её назад к каменному веку, если они не поддержат возглавляемую США борьбу против исламского терроризма». Однако, в настоящее время, Мушарраф отказывается предоставлять подробную информацию. Джордж Буш заявил, что узнал об этом инциденте из газеты в 2006 году. Армитидж подтвердил, что проводил беседу с пакистанским генералом, но не угрожал военными действиями со стороны Соединённых Штатов, поскольку не вправе принимать подобные решения.

## Жизнь после государственной службы
Время от времени в СМИ появлялись предположения о том, что президент Джордж Буш может назначить Ричарда на одну из ключевых государственных должностей, например, на директора ЦРУ или министра обороны. Несмотря на это, Армитидж отказался возвращаться на государственную службу.
С 1 января 2010 года Армитидж является членом совета директоров и председателем компании American-Turkish Council, которая расположена в Вашингтоне. Это общественная организация, занимающаяся мирными военными и внешнеполитическими отношениями между США и Турцией. Он также является членом совета America Abroad Media.
С мая 2006 по май 2018 входил в совет директоров нефтяной компании ConocoPhillips.
16 июня 2016 года Армитидж публично заявил, что проголосует за Хиллари Клинтон на выборах 2016 года, если кандидатом от Республиканской партии станет Дональд Трамп.

## Личная жизнь
Женат на Лауре; в браке было рождено восемь детей. Ричард свободно говорит на вьетнамском языке. Увлекается пауэрлифтингом и любит играть в баскетбол. Также он был лайнбекером в Военно-морской академии США, которую он окончил в 1967. Его внук — Армитидж, Иэн, является ребёнком-актёром.
Армитаж умер 13 апреля 2025 года от тромбоэмболии лёгочной артерии в возрасте 79 лет в больнице в Арлингтоне, штат Виргиния.

## Награды
- Памятная медаль в связи с 20-летием восстановления государственной независимости нашей республики (2011 год, Посольство Азербайджана в США)[20].